# Groß Offenseth-Aspern
Groß Offenseth-Aspern là một municipality in the huyện Pinneberg, trong Schleswig-Holstein, nước Đức. Đô thị này có diện tích 10,56 km², dân số thời điểm 31 tháng 12 năm 2006 là 437 người.